# Качень
Качень — село в Жигаловском районе Иркутской области России. Входит в состав Дальне-Закорского сельского поселения.

## География
Находится на правом берегу реки Илга, примерно в 31 км к юго-западу от районного центра, посёлка Жигалово, на высоте 452 метров над уровнем моря.

## Население
| 2002 | 2010 | 2011 | 2012 |
| ---- | ---- | ---- | ---- |
| 132  | ↘88  | ↘87  | ↘83  |

По данным Всероссийской переписи, в 2010 году численность населения села составляла 88 человек (48 мужчин и 40 женщин).

## Улицы
Уличная сеть села состоит из 2 улиц.